# Homeboy Sandman
Pour les articles homonymes, voir Sandman et Homeboy (homonymie).
Homeboy Sandman, de son vrai nom Angel Del Villar II, né le 24 septembre 1980 dans le Queens, New York, est un rappeur et musicien américain d'origine dominicaine.

## Biographie
Homeboy Sandman enregistre et publie son premier EP, Nourishment, en mars 2007. Son premier album, intitulé Nourishment (Second Helpings), est publié en août 2007. Au début de 2008, l'œuvre musicale d'Homeboy Sandman est diffusée au Squeeze Radio Show sur la radio WKCR 89.9 FM, et au Halftime Radio Program sur la radio new-yorkaise WNYU 89.1 FM. En juin 2008, l'artiste est cité dans la colonne Unsigned Hype du magazine The Source. Son deuxième album, Actual Factual Pterodactyl, est publié en 2008, et bien accueilli par la presse spécialisée. L'album est cité dans la colonne Chairman's Choice du magazine XXL Magazine, qui félicite notamment les « paroles piquantes et le flow irrésistiblement mélodieux. » Actual Factual Pterodactyl est également félicité par plusieurs autres articles de presse, notamment par Blender Magazine, Beyond Race Magazine, okayplayer.com et MSN. À la fin de 2008, Homeboy Sandman est nommé meilleur rappeur par le New York Press.
En parallèle à la publication d'albums, Homeboy Sandman se popularise sur scène. Entre janvier 2008 et août 2009, Homeboy Sandman participe au ALL THAT! Hip Hop, Poetry and Jazz du Nuyorican Poets Café. Il joue également lors d'événements hip-hop de renom comme le South by Southwest (SXSW) d'Austin au Texas, le Brooklyn Hip Hop Festival à New York, le Rock the Bells de Long Island, l'A3C Hip Hop Festival d'Atlanta, en Géorgie et le CMJ Music Marathon.
Hormis ses propres publications, Homeboy Sandman collabore avec d'autres artistes, plus fréquemment avec les membres de l'AOK Collective, auquel il est affilié. Il participe à l'album The Gorgeous Killer In Crimes of Passion de Fresh Daily, et à For Your Consideration de P.SO (anciennement P. Casso). Homeboy Sandman collabore avec Fresh Daily et P.SO pour la chanson Get On Down, inclsue sur Sonic Smash, un album de DJ Spinna publié en 2009. Homeboy Sandman collabore également avec RIDES Magazine pour plusieurs chansons. La chanson composée par Homeboy Sandman pour loud.com, Gun Control, devient l'une des 25 meilleures chansons citées dans le Hot 97 DJ Peter Rosenberg.
Le 1er juin 2010, Homeboy Sandman publie son troisième album, The Good Sun, produit notamment par 2 Hungry Bros, Ski Beats, Thievin' Stephen, DJ Spinna, Psycho Les (The Beatnuts) et Core Rhythm. Le premier single extrait de l'album, Angels with Dirty Faces, est produit par J57. En septembre 2010, Homeboy Sandman publie sa première vidéo officielle de la chanson The Essence. À la fin de 2010, Homeboy Sandman participe à un épisode de l'émission Made, sur MTV, diffusé en octobre 2010.
En août 2011, Homeboy Sandman signe avec Stones Throw Records et publie Subject: Matter EP, le 24 janvier 2012. Homeboy Sandman publie son deuxième EP chez Stones Throw Records, Chimera en avril 2012 ; le 16 septembre 2012, l'EP suit d'un album intitulé First of a Living Breed, produit par Oddisee, J57, 6th Sense, RTNC et 2 Hungry Bros. Le 30 décembre 2013, HipHopDX classe l'EP Kool Herc: Fertile Crescen parmi les « 25 meilleurs albums de l'année 2013 ». En 2014, Homeboy Sandman publie White Sands, produit par Paul White sur Stones Throw Records.

## Discographie

### Albums studio
- 2007 : Nourishment (Second Helpings)
- 2008 : Actual Factual Pterodactyl
- 2010 : The Good Sun
- 2012 : First of a Living Breed
- 2018 : Humble Pi avec Edan

### EPs
- 2007 : Nourishment EP
- 2012 : Subject: Matter
- 2012 : Chimera EP
- 2013 : Kool Herc: Fertile Crescent
- 2013 : All That I Hold Dear
- 2022 : There In Spirit

### Mixtapes
- 2008 : There Is No Spoon